# Desa Cibogo (administrativ by i Indonesien, lat -6,89, long 108,70)
Desa Cibogo är en administrativ by i Indonesien.   Den ligger i provinsen Jawa Barat, i den västra delen av landet, 220 km öster om huvudstaden Jakarta.